# CitéCréation
CitéCréation est une coopérative créée en 1983 à Oullins en banlieue sud de Lyon sous le nom Cité de la création, par des peintres muralistes de l'ex-atelier Popul'Art. Elle réalise des fresques, murs peints ou trompe-l'œil, initialement dans l'agglomération lyonnaise, puis dans d'autres villes françaises et d'autres pays du monde.

## Histoire
C'est sous le nom du groupement d'artistes Popul'Art constitué en 1978 que CitéCréation commence son activité, en réalisant à Oullins la « Fresque de la renaissance » en 1982. Popul'Art devient la coopérative Cité de la création lorsqu'il s'installe à Oullins au parc Chabrières, en 1983. Elle se renomme CitéCréation en 1987 lorsqu'elle devient une SCOP,.
L’entreprise exporte son savoir-faire au travers de deux filiales : DekorativeCity (Berlin) créée en 2004 et MuraleCréation (Montréal) créée en 2000.
En septembre 2012, CitéCréation fonde l'école d'enseignement supérieur en art mural « ÉCohlCité » à Oullins, en partenariat avec l'École Émile-Cohl spécialisée dans le dessin.
En 2019, CitéCréation est agréée « Entreprise solidaire d'utilité sociale » (ESUS), du fait que ses ouvrages urbains sont systématiquement le fruit d’un travail participatif avec les habitants et les acteurs de terrain.

## Lieux peints
CitéCréation a réalisé plus de 650 murs-peints dans le monde, en particulier dans les lieux suivants :

### France

#### Fresques lyonnaises
De nombreuses fresques en région lyonnaise ont été réalisées par CitéCréation. Ces fresques ont un rapport avec l'histoire du lieu où elles sont dessinées, tel celles du musée urbain Tony Garnier. Elles sont généralement peintes sur des murs aveugles. Certaines, comme la Fresque des Lyonnais, sont actualisées suivant les évènements.

##### Mur des Canuts
Les peintres muralistes de CitéCréation ont acquis leur renommée en partie grâce au Mur des canuts, fresque murale située sur le boulevard des Canuts dans le quartier de La Croix-Rousse, à Lyon, qui a été l'une de leurs premières réalisations, et reste une de leurs œuvres majeures. Réalisée en 1987, cette peinture a été reprise et actualisée en 1997 et 2013 (inauguré le 17 avril 2013). À l'époque de sa réalisation ce mur de plus de 1 200 m2 était l'une des plus grandes peintures murales en trompe-l’œil d'Europe.

##### La Sarra
Le 29 octobre 2003 est inaugurée la fresque de La Sarra (Lyon 5e). Avec 3 000 m2 de mur peint, cette monumentale fresque vient détrôner le record du mur des Canuts. Détrôné depuis 2013 par une œuvre en Allemagne.

#### Angoulême et le festival de la BD
Depuis 1997, le festival de la BD propose un circuit des murs peints, dont la majorité sont réalisés par CitéCréation.

### Europe

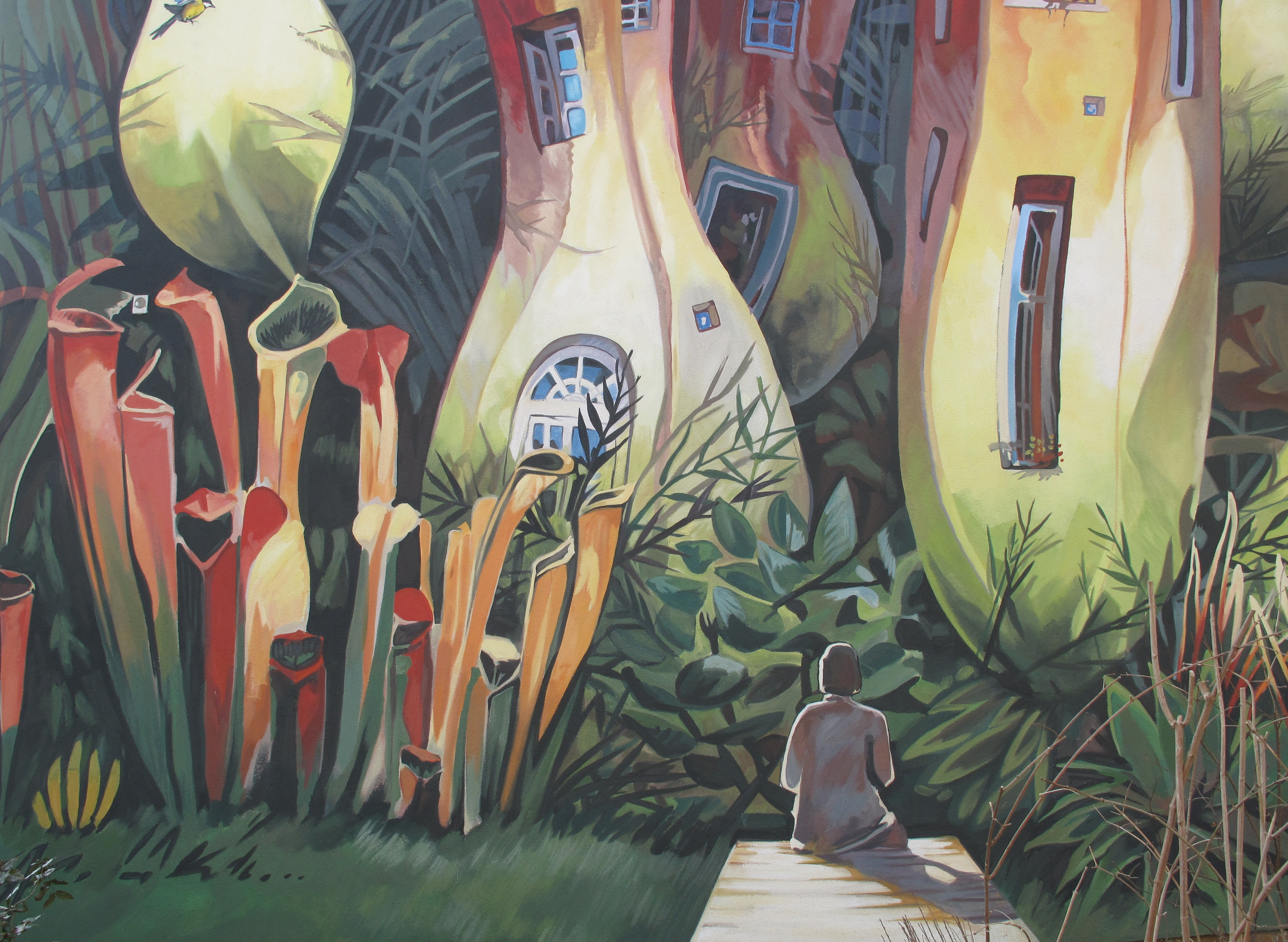
Fresque de CitéCréation située dans la Jupiterstraße, à proximité de Sonnenallee à Berlin-Neukölln.

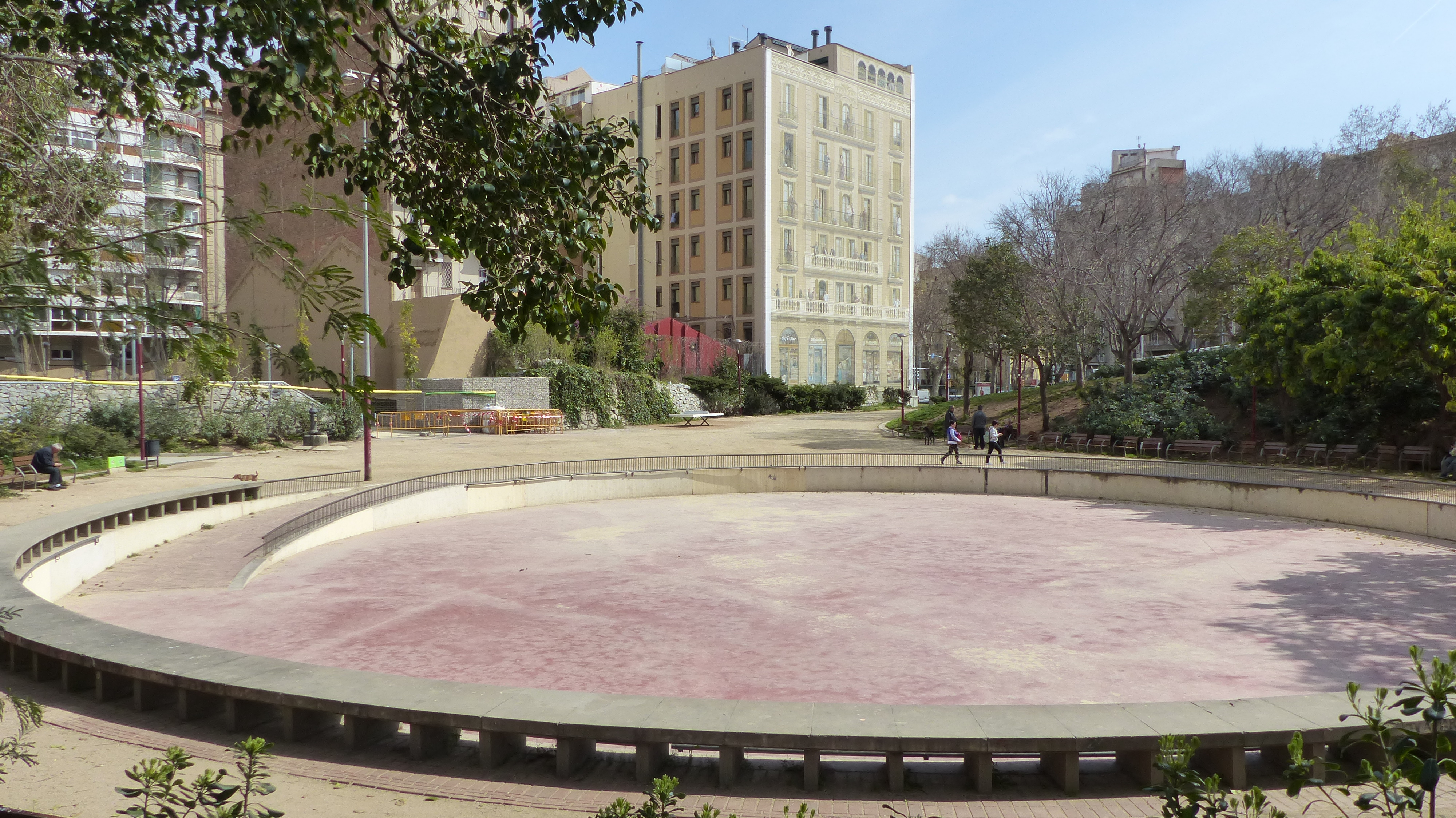
La place Pablo Neruda à Barcelone, avec au fond le mur peint Balcons de Barcelone réalisé par CitéCréation en 1992.

- Barcelone
- Berlin
- Leipzig
- Lisbonne
- Naples
- Trikala
- Namur : la Fresque des Wallons

### Reste du monde
- Jérusalem
- Mexico
- Moscou
- Québec : Fresque des Québécois

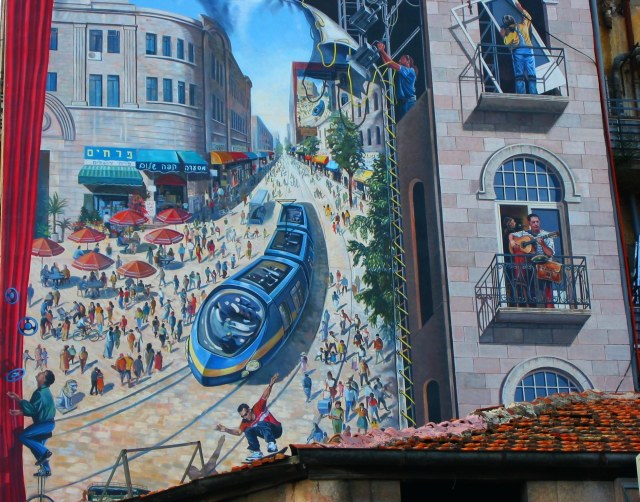
Fresque de CitéCréation dans la rue Jafa à Jérusalem.

- Shanghai, avec la réalisation d'une fresque de 5 000 m2 (record du monde)[14]
- Tibériade
- Yokohama, dans le centre commercial de Toyota Tressa Yokohama